# Pat Flaherty (pilote automobile)
Pour les articles homonymes, voir Flaherty.

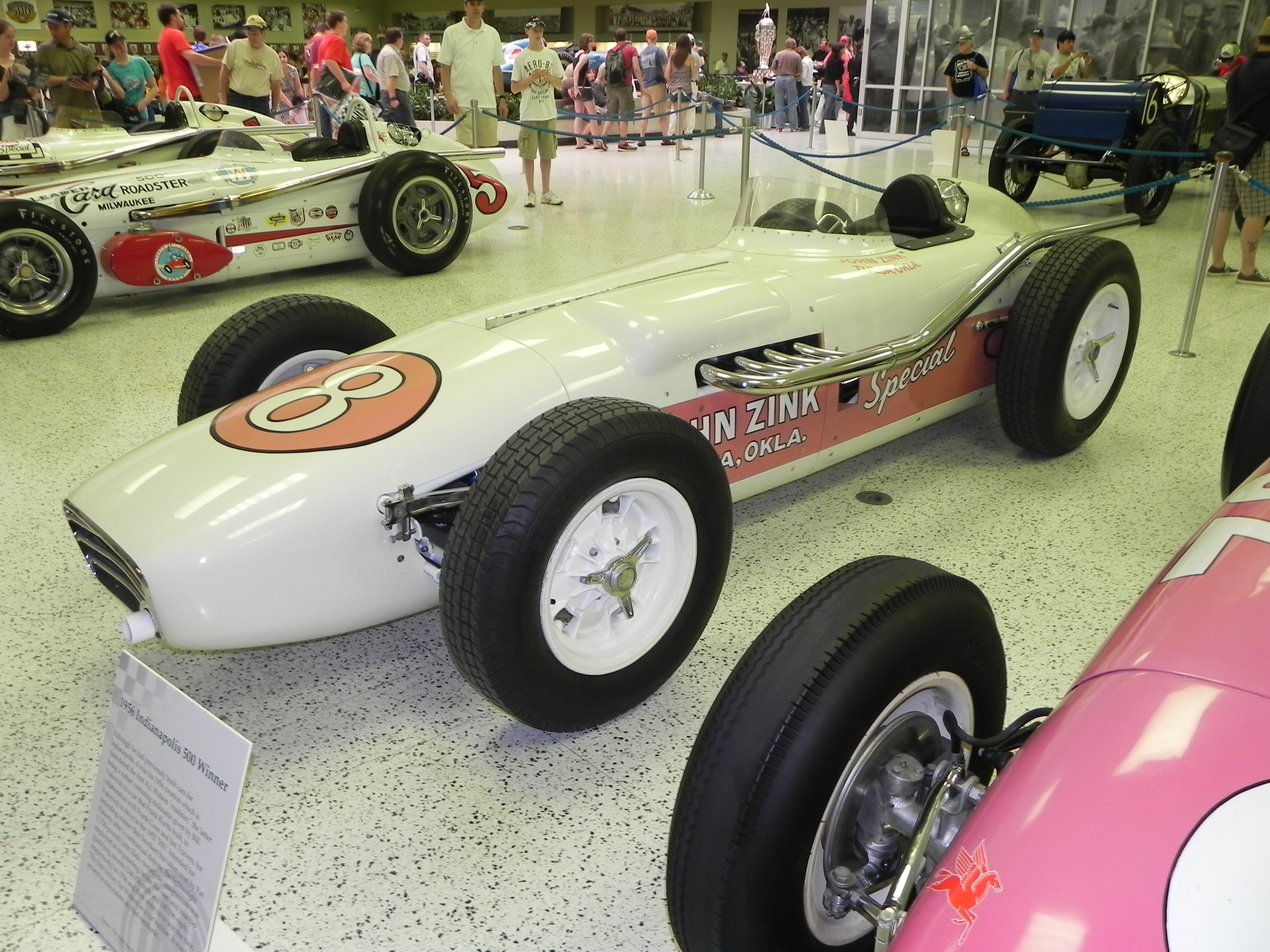
La Watson-Offy 1956 de Flaherty à l'IMS Hall of Fame Museum.

George Francis Flaherty, Jr., né le 6 janvier 1926 à Glendale (Californie) et décédé le 9 avril 2002 à Oxnard (CA), était un pilote automobile américain.

## Biographie
Il disputa l'American Championship car racing AAA en 1950, de 1953 à 1956, en 1958-59, et en 1963, pour un total de 19 courses.
Moins de trois mois après son unique victoire à l'Indy 500, il fut victime d'un grave accident à l'Illinois State Fairground de Springfield, dans une course de 100 miles.
Après son retrait de la compétition automobile, il se livra avec succès aux courses de pigeons durant plus de 20 ans.
Il possédait aussi un bar à Chicago (IL), lors de son accident.

## Titre
- Vice-champion USAC National Championship (en) en 1956;

## Indy 500
- Vainqueur des 500 miles d'Indianapolis 1956, sur Watson-Offenhauser du John Zink team (déjà vainqueur l'année précédente, avec Bob Sweikert);
- Pole position à l'Indy 1956;
- Trois classements dans le "top 10" en cinq participations, avec les éditions 1950 et 1955.

(nb: en 1956 (mais aussi de 1950 à 1960), l'Indy 500 fut aussi incorporé au Championnat du monde de Formule 1. De fait Doherty est également vainqueur d'un Grand Prix, auteur d'une pole, et crédité de 8 points en 6 courses dans ce championnat.)

## Autres victoires en championnat USAC
- 1955: Rex Mays Classic (Milwaukee 225);
- 1956: Rex Mays Classic (Milwaukee 225).